# Incidente radiologico di Lia
L'incidente radiologico di Lia ebbe inizio il 2 dicembre 2001, con la scoperta di due Generatore termoelettrico a radioisotopi (RTG) abbandonati vicino alla diga di Inguri nel distretto di Tsalenjikha nella repubblica della Georgia. Tre abitanti del villaggio di Lia furono esposti a loro insaputa a dosi elevate di radiazioni ionizzanti. Tutti e tre gli uomini coinvolti rimasero feriti e uno di essi non sopravvisse all'incidente nonostante le cure mediche. L'incidente fu causato da due generatori termoelettrici a radioisotopi sprovvisti di simboli di pericolo per l'immediato riconoscimento. I generatori, risalenti all'era sovietica, erano stati smantellati in modo improprio e abbandonati in un bosco nei pressi della diga. L'Agenzia internazionale per l'energia atomica ha gestito le operazioni di recupero del materiale abbandonato e ha organizzato l'assistenza medica per le persone coinvolte.

## Contesto storico

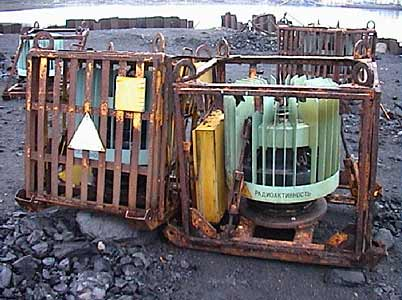
RTG abbandonati alimentati da stronzio-90. A differenza di quelli nell'immagine, gli RTG coinvolti nell'incidente erano sprovvisti del telaio e delle superfici alettate. Tutto ciò che restava di essi era il nucleo non contrassegnato, il quale era un cilindro metallico grigiastro che conteneva il materiale radioattivo al suo interno.

Nei primi anni '80 vennero costruiti una serie di ripetitori radio per collegare la diga di Inguri con quella di Hudoni, la quale era ancora in costruzione. I ripetitori per le telecomunicazioni si trovavano in un territorio remoto senza accesso stabile alla corrente elettrica; essi erano pertanto alimentati con una serie di otto generatori termoelettrici a radioisotopi (RTG) prodotti nel 1983. Ogni RTG era un tipo Beta-M alimentato da stronzio-90 e conteneva circa 1295-1480 TBq. La costruzione della diga di Hudoni fu interrotta con l'avvicinarsi dell'indipendenza della Georgia dall'Unione Sovietica. Le stazioni e gli RTG furono prima abbandonati dagli utilizzatori e in seguito smantellati. Gli RTG andarono perduti in questa fase di smantellamento e furono ritrovati solo in parte alcuni anni dopo.
- Due furono rinvenuti nel 1998 senza incidenti e senza feriti;
- Due furono trovati nel 1999, anche questa volta senza esposizione significativa alle radiazioni ionizzanti;
- Altri due, quelli coinvolti in questo incidente, furono riscoperti nel 2001;
- La posizione dei restanti due rimane sconosciuta.

Le sorgenti non erano contrassegnate da alcun segnale di pericolo ed erano state separate dal resto della struttura del generatore. Seppur di dimensioni contenute (10 cm × 15 cm) pesavano 8–10 kg.
È stato determinato che, dopo il recupero, la radiazione emessa sulla superficie delle sorgenti era di 4,6 Sievert (Sv) all'ora. Una dose assorbita in tutto il corpo di 5 Sv è mortale nel 50 % dei casi. La radiazione emessa al momento della loro fabbricazione era molto più elevata, ma a causa del decadimento radioattivo questa quantità si era ridotta del 40 %. La dose oraria effettiva ricevuta restando nei pressi del generatore è inferiore di quella emessa sulla superficie; la dose ricevuta assume il valore massimo solo nel caso in cui si tocchi fisicamente la sorgente. Questo è dovuto al fatto che l'intensità della radiazione emessa diminuisce con il quadrato della distanza secondo la legge dell'inverso del quadrato.

## L'incidente
I tre uomini coinvolti (in seguito designati come pazienti 1-DN, 2-MG e 3-MB dall'AIEA) si diressero in una foresta a ridosso del bacino della diga di Enguri per raccogliere legna da ardere. Partendo da Lia, percorsero per 45-50 km una strada innevata resa quasi impraticabile per via delle condizioni meteorologiche avverse. Trovarono i due contenitori intorno alle 18:00, notando che intorno ad essi (in un raggio di circa 1 m) la neve era completamente assente e il terreno esalava vapore acqueo.
Il paziente 3-MB raccolse uno dei contenitori e lo lasciò ricadere immediatamente poiché esso era rovente. Siccome era troppo tardi per tornare indietro, i tre uomini decisero di accamparsi sul posto utilizzando le misteriose fonti di calore per tenersi al caldo durante la notte. Il paziente 3-MB trascinò con un cavo robusto una delle due sorgenti fino ad un affioramento roccioso che fungeva da tettoia. Gli altri due uomini, nel frattempo, avevano acceso un fuoco. In seguito, i pazienti 3-MB e 2-MG spostarono anche l'altra sorgente al di sotto dell'affioramento.
Cenarono e bevvero piccole quantità di vodka, sempre rimanendo vicini alle sorgenti; nonostante la piccola quantità di vodka ingerita, vomitarono tutti subito dopo averla consumata. Questo fu il primo sintomo della malattia acuta da radiazione, la quale si manifestò circa tre ore dopo la prima esposizione alle radiazioni. Il malessere si protrasse per tutta la notte, impedendo ai pazienti di riposare. Dormirono appoggiando la schiena sui generatori per rimanere al caldo: la distanza dalle sorgenti, in questa fase della notte, si ridusse a circa 10 cm. Si presume che il giorno successivo i pazienti 1-DN e 2-MG abbiano indossato le sorgenti sulla schiena mentre caricavano la legna sul loro mezzo di trasporto. Tutti e tre i pazienti, nonostante si fossero appena svegliati, si sentirono immediatamente pervasi da una forte stanchezza; caricarono pertanto soltanto metà della legna che avevano previsto di raccogliere e tornarono a casa la sera stessa.

## Conseguenze

### Conseguenze mediche
Il 4 dicembre, due giorni dopo l'esposizione, il paziente 2-MG si fece visitare da un medico locale ma non menzionò mai la misteriosa fonte di calore trovata nella foresta. Il medico pensò che fosse semplicemente ubriaco e non diede peso alle sue dichiarazioni. Il 15 dicembre, i pazienti 1-DN e 2-MG svilupparono un intenso bruciore e prurito nella parte bassa della schiena, proprio dove la sorgente di radiazioni era stata tenuta più vicina. Il paziente 1-DN perse la voce ma non si recò mai da un medico per una visita. La moglie del paziente 3-MB e il fratello del paziente 2-MG appresero che tutti e tre gli uomini mostravano sintomi simili, incluso l'aumento della desquamazione la quale era particolarmente intensa sulla schiena. La moglie e il fratello contattarono la polizia, che suggerì che tutti e tre gli uomini si rivolgessero a un medico.
Tutti e tre i pazienti furono ricoverati in ospedale il 22 dicembre e ad ognuno fu diagnosticata la malattia acuta da radiazioni. Il paziente 3-MB venne dimesso il 23 gennaio 2002, poiché presentava soltanto ferite lievi. Gli altri pazienti erano in condizioni gravi, tanto che il governo della Georgia fu costretto a contattare l'AIEA per avere ulteriori indicazioni su come curarli. L'AIEA intervenne inviando il paziente 1-DN al Burnasyan Federal Medical Biophysical Center di Mosca e il paziente 2-MG all'ospedale militare di Percy a Parigi. Il paziente 2-MG rimase in ospedale per oltre un anno e furono necessari estesi trapianti cutanei; le cure furono efficaci e fu dimesso il 18 marzo 2003.
Le ferite del paziente 1-DN, invece, persistevano. Aveva ricevuto la maggior parte delle radiazioni sulla schiena, che avevano causato anche danni al cuore e agli organi vitali. Una grande piaga da radiazioni si era formata su gran parte della parte superiore sinistra della schiena. Nonostante la terapia intensiva, gli antibiotici somministrati, i molteplici interventi chirurgici e un tentativo di trapianto cutaneo, la ferita non guarì. Inoltre, le sue condizioni erano complicate per via della tubercolosi, la quale impediva un trattamento efficace dei danni causati ai polmoni. La sua salute era stata indebolita anche dall'uso passato di droghe. Gli venne infine diagnosticata una sepsi e morì per insufficienza cardiaca il 13 maggio 2004, 893 giorni dopo l'esposizione alle radiazioni.

### Dosi assorbite
Le dosi di radiazioni assorbite sono state stimate in modi diversi, ma era chiaro fin da subito che il paziente 2-MG avesse ricevuto la dose maggiore di tutti. Le dosi assorbite sono misurate in Gray:
- Una dose di 10 Gy assorbita in tutto il corpo è fatale nel 99 % dei casi;
- Una dose di 6 Gy è fatale nel 50 % dei casi anche se trattata con cure mediche;
- Una dose di 2 Gy è fatale nel il 5 % dei casi anche se trattata con cure mediche.[2]

Le dosi ricevute sulle singole parti del corpo potrebbero essere state molto più elevate, specialmente nei punti dove sono comparse le piaghe da radiazioni. Il paziente 1-DN, infatti, aveva ricevuto una dose in tutto il corpo compresa tra 2,8 e 5,4 Gy e pertanto curabile; sulla spalla, però, aveva assorbito una dose letale pari a 21-37 Gy. Nelle misurazioni riportate nella tabella sottostante c'è una certa incertezza nei risultati. Il metodo della curva di taratura utilizza come parametri delle stime fatte a posteriori del tempo di esposizione, della distanza dalle sorgenti e della frequenza emessa. Questo valore è vicino alle dosi ricavate dalle misurazioni delle aberrazioni cromosomiche prelevate da campioni di sangue analizzati dal Georgia Cytogenetics Laboratory. Sono incluse anche le dosi calcolate con il metodo Dolphin, che utilizza un rilevatore leggermente diverso. Nessun'altra persona nella zona dell'incidente è stata esposta alle radiazioni.
| Paziente | Valore calcolato, curva di taratura | Valore calcolato, metodo Dolphin | Valore misurato, Georgia Cytogenetics Laboratory | Valore misurato, metodo Dolphin Georgia Cytogenetics |
| -------- | ----------------------------------- | -------------------------------- | ------------------------------------------------ | ---------------------------------------------------- |
| 1-DN     | 3,1                                 | 5,4                              | 2,8                                              | 3,0                                                  |
| 2-MG     | 4,4                                 | 5,7                              | 3,3                                              | 4,3                                                  |
| 3 MB     | 1,3                                 | 1,9                              | 1,2                                              | 2,3                                                  |

## Il recupero delle sorgenti

### L'operazione di recupero
Il giorno dopo il ricovero, le autorità georgiane tentarono di localizzare gli RTG, ma il maltempo non permise loro di raggiungere agevolmente il sito. Il 29 dicembre riuscirono ad accertarne la posizione e girarono dei filmati. Il 4 gennaio 2002, il governo georgiano contattò l'AIEA per richiedere assistenza nelle operazioni di recupero. Un primo tentativo fu effettuato due giorni dopo, ma fallì a causa delle condizioni meteorologiche avverse. Fu condotta un'esplorazione del sito per studiare come effettuare al meglio il recupero. I contenitori vennero ispezionati e sembrarono estremamente solidi: nonostante fossero rimasti abbandonati nel bosco per oltre un decennio non avevano rilasciato alcun materiale radioattivo all'esterno. Il rischio di esposizione alle radiazioni era localizzato solamente nell'immediata prossimità delle sorgenti, a causa della fuoriuscita di radiazioni ionizzanti. Vista la pericolosità contenuta, l'AIEA prevedeva di attendere il disgelo primaverile per recuperare le fonti; i residenti dei villaggi limitrofi, però, fecero pressione al governo georgiano affinché svolgesse le operazioni di recupero il prima possibile. Una difficile missione di recupero fu effettuata con successo il 2 e il 3 febbraio 2002.
La missione di recupero ebbe come ostacolo principale il rigido clima invernale. Il villaggio di Potskho Etseri fu utilizzato come base operativa. Un contenitore speciale rivestito con 25 cm di piombo e dal peso 5,5 tonnellate fu costruito su misura per il recupero e un camion militare fu adattato per il trasporto del contenitore. Un gruppo di 41 persone fu organizzato per trasportare la sorgente dal luogo del ritrovamento al camion: era stato pianificato che ogni persona non dovesse mai trascorrere più di 40 secondi vicino alla sorgente. Durante le operazioni solo 24 persone si trovarono a distanza ravvicinata con le sorgenti e solo quelle 24 persone ricevettero dosi di radiazioni significative. Le dosi di radiazioni a cui furono sottoposti i lavoratori vennero monitorate e la dose più alta non fu superiore a 1,16 mSv, inferiore al 10 % della dose di una TC di tutto il corpo.
Le fonti furono recuperate con successo e scortate dalla polizia in un deposito permanente. Le dosi ricevute tra il posizionamento delle sorgenti nel camion e la chiusura del coperchio del contenitore furono superiori a quelle previste. Le operazioni furono ostacolate dalla presenza di un telo sopra il camion, la cui rimozione era stata impedita dalle condizioni meteo. Esso agì come uno specchio riflettendo e disperdendo le radiazioni sui lavoratori. L'AIEA osservò che una progettazione migliore degli strumenti utilizzati per il recupero, nonché l'utilizzo di più personale per la ricerca della posizione delle sorgenti, avrebbe reso il processo più rapido e più sicuro. In ogni caso, l'IAEA considerò l'operazione un successo, senza grosse inosservanze della sicurezza.

Il simbolo internazionale di pericolo per radiazioni ionizzanti, assente sulle sorgenti abbandonate.

### Considerazioni finali dell'AIEA
Il rapporto finale dell'AIEA concluse che la causa prossima dell'incidente fu l'assenza di etichette e di contrassegni sulle sorgenti, che non permise ai tre uomini di valutare l'entità del pericolo a cui erano sottoposti. Il rapporto chiese inoltre che venissero organizzati dei corsi per aggiornare i medici affinché fossero in grado di riconoscere i sintomi dell'esposizione alle radiazioni. Il medico che per primo trattò il paziente 2-MG non era stato in grado di riconoscere i sintomi suddetti, causando un ritardo di quasi tre settimane del trattamento necessario. Questa mancanza è anche da attribuirsi al fatto che 2-MG non nominò mai le sorgenti durante la visita medica.
Tra la caduta dell'Unione Sovietica e il 2006, l'AIEA recuperò circa 300 fonti orfane in Georgia, molte rinvenute nei pressi di ex siti industriali e militari abbandonati per via del crollo economico successivo alla caduta.